# Opal Dream
Opal Dream és una pel·lícula australiano-britànica dirigida per Peter Cattaneo (el director del film de culte The Full Monty) l'any 2005. Ha estat doblada al català.

## Argument
Pobby i Dingan són invisibles, són els amics imaginaris d'una nena de 7 anys, Kelly-Anne Però un dia Pobby i Dingan desapareixen. Per a la noieta, alguna cosa greu ha passat, mentre per a la seva família és potser l'ocasió de passar a una altra cosa. Kelly-Anne queda inconsolable; el seu germà, Ashmol, decideix llavors anar a investigar. Però com trobar dues persones que no existeixen?

## Repartiment
- Vince Colosimo: Rex Williamson
- Sapphire Boyce: Kelly-Anne Williamson
- Christian Byers: Ashmol Williamson
- Jacqueline McKenzie: Annie Williamson